# Chantal Joffe
Chantal Joffe (nascida em 5 de outubro de 1969 - ) é uma artista inglesa nascida nos Estados Unidos e radicada em Londres. Suas pinturas, muitas vezes em grande escala, geralmente retratam mulheres e crianças. Em 2006, ela recebeu o prestigioso prêmio Charles Wollaston da Academia Real Inglesa.